# Moray
Moray är en av Skottlands kommuner. Kommunen gränsar mot Aberdeenshire och Highland. Den täcker delar av de traditionella grevskapen Nairnshire, Morayshire, Inverness-shire och Banffshire.

## Orter
- Buckie
- Carron
- Craigellachie
- Cullen
- Deskford
- Dufftown
- Elgin
- Findhorn
- Fochabers
- Forres
- Glenlivet
- Inveravon
- Keith
- Lossiemouth
- Lhanbryde
- Mosstodloch
- Port Gordon